# Słup drogowy w Koninie
Słup milowy w Koninie – kamienny słup w Koninie, romański, ustawiony w 1151 w połowie drogi z Kruszwicy do Kalisza (przy ówczesnym szlaku z Wrocławia na Kujawy i Mazowsze), wyznaczał kierunki na Szlaku Bursztynowym Adriatyk-Bałtyk, uznawany za najstarszy znak drogowy w Polsce.
Słup znajduje się w odległości ok. 52 km od każdego z miast. Został przeniesiony spod zamku konińskiego pod narożnik kościoła św. Bartłomieja. Słup jest wykuty z piaskowca i liczy ok. 2,5 m wysokości.
Na słupie znajduje się łacińska inskrypcja, wyryty dookoła kapitałą kwadratową trzema dystychami:

+ANNO AB INCARNAT[IONE] D[OMI]NI N[OST]RI M.C.L. PRIMO

+IN CALIS HIC MEDIV[M] DE CRVSPVICI FOERE PVNCTV[M]

INDICAT ISTA VIE FORMVLAE IVSTITIE

+QUA[M] FIERI PETR[US] IVSSIT COMES HIC PALATIN[US]

HOC Q[UOQUE] SOLLERT [ER] DIMIDIAVIT IT[ER]

+EIUS VT ESSE MEMOR DIGNETUR Q[U]ISQV[E] VIATOR

CVM PRECE P[RO]PIC[IUM] SOLLICITANDO DEV[M]

W tłumaczeniu Krzysztofa Dunin-Wąsowicza inskrypcja brzmi:

Roku Wcielenia Pańskiego 1151
do Kalisza z Kruszwicy tu prowadzi punkt,
wskazuje to formuła drogi i sprawiedliwości,
którą kazał uczynić komes palatyn Piotr
i starannie tę drogę przepołowił,
aby był go pamiętny,
racz każdy podróżny modlitwą prosić
łaskawego Boga.

Pochodzenie słupa nie jest wyjaśnione (są teorie o jego pogańskim rodowodzie). Nieznana jest postać wspomnianego w formule palatyna. Jedni (np. Jan Długosz) utożsamiają go z Piotrem Włostowicem – fundatorem 77 kościołów. Według dwóch pozostałych hipotez fundatorem miał być Piotr Wszeborowic, palatyn Bolesława Kędzierzawego lub jego ojciec komes Wszebor, palatyn Bolesława Krzywoustego.
Słup może być dowodem istnienia w XII wieku w Polsce jurysdykcji drogowej sprawowanej przez komesa w imieniu księcia lub swoim własnym.